# George Washington Carver
George Washington Carver (5 de enero de 1864-5 de enero de 1943) fue un científico, botánico, micólogo, educador e inventor afroamericano que trabajó en el concepto de extensión agraria en el Instituto Tuskegee en Tuskegee (Alabama). El día exacto y el año de su nacimiento se desconoce; se cree que nació en enero de 1864, antes de que la esclavitud fuera abolida en Misuri. Enseñó a los esclavos libertos las técnicas de cultivo necesarias como para que fueran autosuficientes.[cita requerida]
Gran parte de la fama de Carver se basa en su investigación y promoción de cultivos alternativos al algodón como maní y batatas. Quería que los campesinos pobres cultivaran con formas alternativas como fuente de sus propios alimentos y de otros productos para mejorar su calidad de vida. El más popular de sus 44 boletines prácticos para los agricultores contiene 105 recetas de comida que utilizan maní. También creó o diseminó cerca de 100 productos de maní que eran útiles para la casa y la granja, incluyendo cosméticos, tintes, pinturas, plásticos, gasolina y nitroglicerina.
En la reconstrucción del sur, el monocultivo agrícola de algodón había agotado el suelo, y a principios del siglo XX el Picudo del Algodón destruyó gran parte de la cosecha de algodón. El trabajo de Carver en el maní pretendía proporcionar un cultivo alternativo.
Además de su trabajo en la educación de extensión agrícola para fines de promoción de la agricultura sostenible y el reconocimiento de las plantas y la naturaleza, también están entre los logros importantes de Carver la mejora de las relaciones raciales, la mentoría de los niños, la poesía, la pintura y la religión. Sirvió como ejemplo de la importancia del trabajo duro, de tener una actitud positiva y de una buena educación. Su humildad, humanitarismo, buena naturaleza, frugalidad y su rechazo al materialismo económico también han sido admirados ampliamente.
Uno de sus papeles más importantes fue en el debilitamiento, a través de la fama de sus logros y talentos, del estereotipo generalizado de la época en que la raza negra era intelectualmente inferior a la raza blanca. En 1941, la revista Time lo denominó como un «Leonardo negro», en referencia al italiano polifacético Leonardo da Vinci. Para conmemorar su vida e invenciones, el George Washington Carver Recognition Day se celebra el 5 de enero, el aniversario de la muerte de Carver. En el año 2024 apareció en la moneda de 1 dólar estadounidense de la serie innovación por el estado de Missouri 

## Primeros años
Carver nació dentro de la esclavitud en Diamond Grove, condado de Newton, municipio de Marion, cerca de Crystal Place, ahora conocido como Diamond, Misuri, posiblemente en 1864 o 1865, aunque no se conoce la fecha exacta. Su propietario, Moses Carver, era un inmigrante germano-estadounidense que había comprado a la madre de George, Mary y a su padre, Giles de William P. McGinnis el 9 de octubre de 1855 por 700 dólares. Carver tuvo 10 hermanas y un hermano, que murió prematuramente.[cita requerida]
Cuando George tenía solo una semana de edad, él, una hermana y su madre fueron secuestrados por invasores nocturnos de Arkansas. El hermano de George, James, fue llevado a un lugar seguro de los secuestradores que vendían los esclavos en Kentucky, una práctica común por aquellos días.[cita requerida] Moses Carver contrató a John Bentley para encontrarlos, pero encontró solo a George, huérfano y próximo a la muerte debido a la tos ferina que padecía. La madre de Carver y su hermana murieron, aunque algunos de los reportes de la época mencionan que se fueron con los soldados del norte. Moses negoció con los asaltantes y les cambió un caballo de carreras por el regreso del niño y recompensó a Bentley. Este episodio hizo que George sufriera de enfermedad respiratoria durante el resto de su vida, dejándole en un estado de debilidad crónica.
Después que la esclavitud fue abolida, Moses Carver y su esposa Susan, adoptaron a George y a su hermano James, como sus propios hijos. Alentaron a George Carver para que continuára sus actividades intelectuales y la "Tía Susan" le enseñó los fundamentos de la lectura y la escritura.
No estaba permitido el ingreso de los negros en la escuela de Diamond Grove, pero sí a diez millas (16 km) al sur de Neosho y cuando recibió la noticia de que había una escuela para personas de raza negra, resolvió ir inmediatamente. Para su consternación, cuando llegó a la ciudad, la escuela se había cerrado para la noche, como no tuvo ningún lugar donde quedarse, durmió en un granero cercano. A la mañana siguiente, encontró a una mujer amable, Mariah Watkins, que le ayudó alquilándole una habitación. Cuando se identificó como "George de Carver," como lo había hecho toda su vida, ella respondió que de ahora en adelante su nombre era "George Carver". George quedó encantado e impresionado con las palabras de esta señora, "Usted debe aprender todo lo que pueda, luego volver devuelta al mundo y devolver su aprendizaje a la gente".
A la edad de trece años, debido a su deseo de asistir al Instituto Superior en ese lugar, se realojó con otra familia en Fort Scott, Kansas. Tras haber sido testigo del linchamiento de un hombre negro por un grupo de hombres blancos, George dejó Fort Scott y posteriormente asistió a una serie de escuelas antes de obtener su diploma en Minneapolis High School en Minneapolis, Kansas.

### Universidad

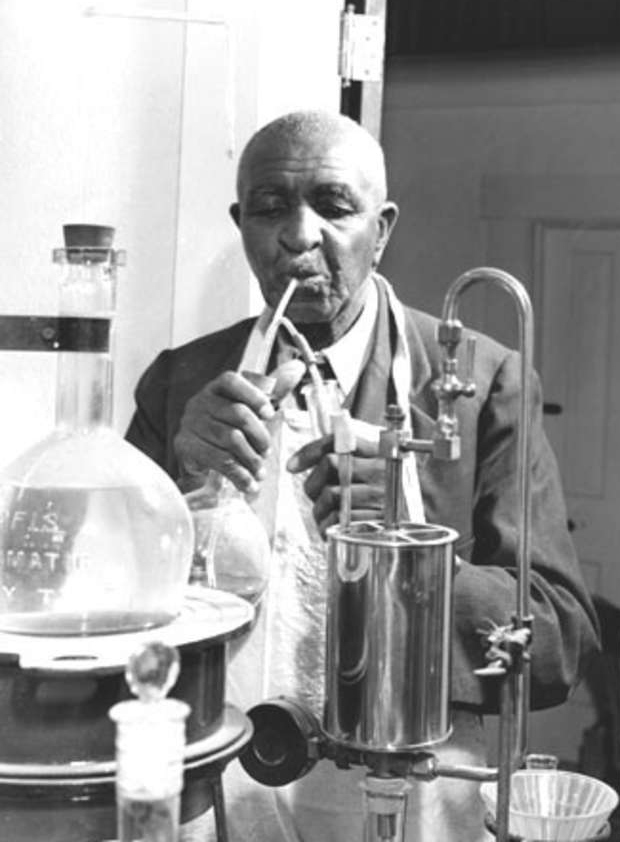
George Washington Carver trabajando en su laboratorio

Durante los siguientes cinco años envió cartas a diferentes Universidades con la intención de que lo aceptasen, y finalmente tuvo éxito con la Colegio Highland ubicada en Highland, Kansas. Viajó hasta la Universidad, pero al llegar allí fue rechazado al descubrir que era negro. En agosto de 1886, Carver viajó en un vagón con J. F. Beeler de Highland a Eden Township en el condado de Ness, en donde le solicitó un terreno al gobierno bajo la Ley de Asentamientos Rurales cerca de Beeler, en ese lugar mantuvo un pequeño conservatorio de plantas, flores y una colección geológica. Sin ninguna ayuda de animales domésticos él aró 17 acres (69.000 m²) del terreno, plantando el arroz, granos, maíz y verduras, así como varios árboles frutales, forestales, y arbustos. También hizo pequeños trabajos en la ciudad y trabajó como vaquero.
A principios de 1888, Carver obtuvo un préstamo de 300 dólares del Banco de Ciudad de Ness, indicando que quería continuar su educación y en junio de ese año dejó la zona.
En 1890, Carver comenzó a estudiar arte y piano en Colegio Simpson en Indianola, Iowa donde su profesora de arte, Etta Budd, reconoció el talento de Carver para pintar flores y plantas, lo convenció para que abandonara sus estudios e intereses por el arte y se dedicara a una actividad mejor pagada, y por esta razón fue a estudiar botánica en la Universidad Estatal de Iowa en Ames. Fue transferido allí en 1891 como el primer estudiante negro y posteriormente el primer miembro negro de la facultad. Para evitar la confusión con otro George Carver en sus clases, comenzó a usar su nombre completo como George Washington Carver.[cita requerida]
Al final de su carrera en 1894, ya empezaba a ser reconocido su potencial, Joseph Budd y Louis Pammel convencieron a George para que permaneciera Iowa y lograra su maestría. Carver desarrolló su investigación en la Estación Experimental de Agricultura y Economía de Iowa bajo la dirección del profesor Pammel desde 1894 hasta su graduación en 1896. En su trabajo experimentó con las patologías de las plantas y la micología ganando reconocimiento nacional y respeto como botánico.

### En Tuskegee con Booker T. Washington

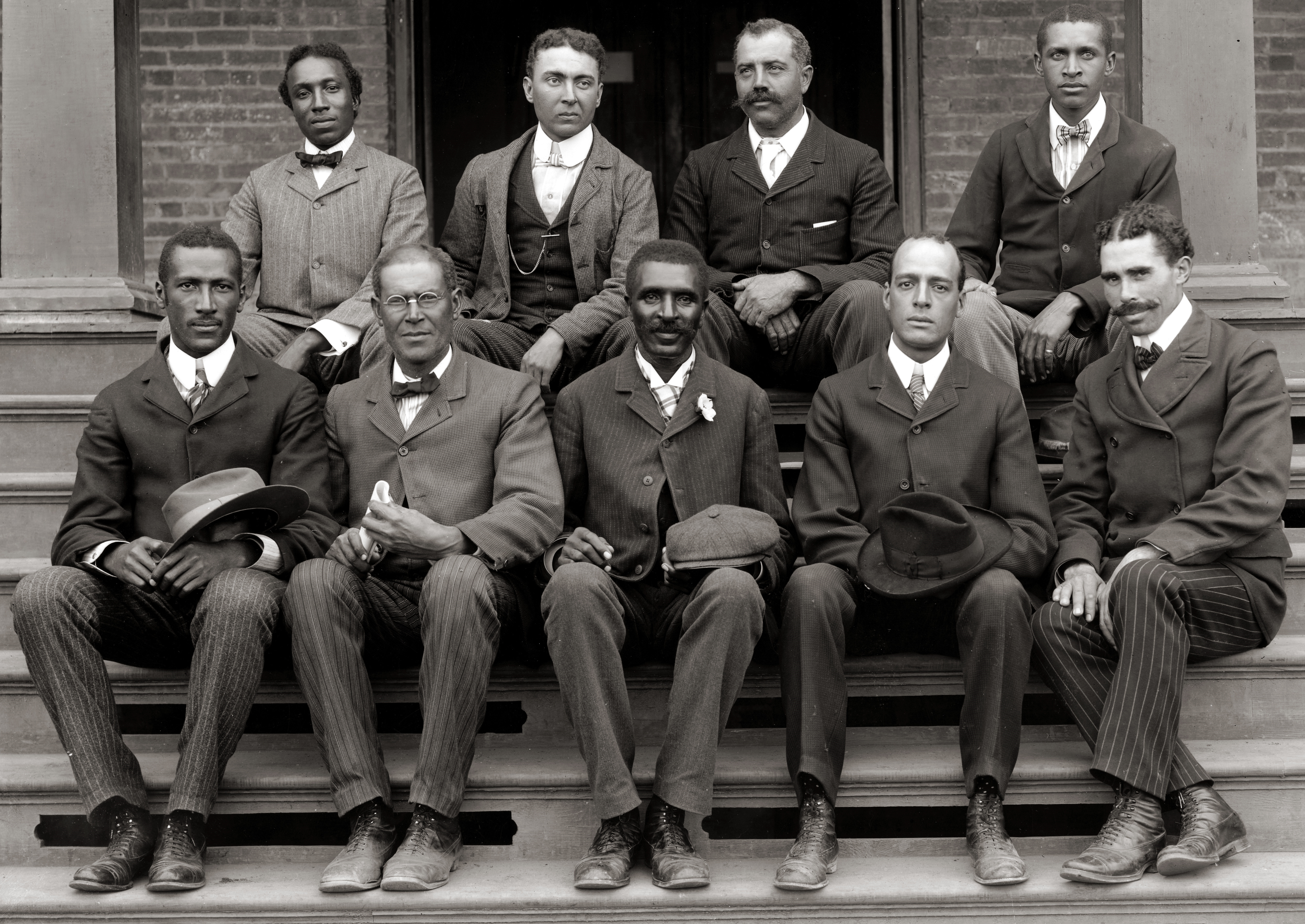
George Washington Carver (primera
fila, centro) posa con otros funcionarios del Instituto Tuskegee en
esta fotografía de 1902 c. tomada por Frances Benjamin Johnston.

En 1896, Carver fue invitado a dirigir el Departamento de Investigación Agrícola del Tuskegee , que más tarde se denominaría Universidad Tuskegee, por su fundador, Booker T. Washington. Carver aceptó el cargo y permaneció allí durante 47 años, enseñando a antiguos esclavos técnicas 
de cultivo para la autosuficiencia.
En respuesta a la Directiva de Washington para llevar la educación a los agricultores, Carver 
diseñó una escuela móvil, llamada "Jesup wagon" después que el financiero neoyorquino 
Morris Ketchum Jesup, le proporcionó 
financiación.
Carver tuvo numerosos problemas en Tuskegee antes de hacerse famoso; su arrogancia, su salario más alto de lo normal y las dos habitaciones que recibió para su uso personal dejó con resentimiento a algunas personas ya que los miembros de la facultad normalmente compartían las habitaciones entre dos. Uno de los deberes de Carver fue administrar las granjas de la Estación Experimental de Agricultura. Esperaron que produjera y vendiera productos de granja para obtener ganancias pero pronto demostró ser un mal administrador. En 1900, Carver se quejó de que el trabajo físico y la escritura de cartas que requería su trabajo agrícola era demasiado para él.
En 1902, Booker T. Washington invitó a Frances Benjamin Johnston, una famosa fotógrafa a nivel nacional, a Tuskegee. Carver y Nelson Henry, un graduado de 
Tuskegee, acompañaron a la atractiva mujer blanca a la ciudad de Ramer en donde varios ciudadanos 
blancos pensaron que Henry había ido a asociarse con la mujer blanca. Alguien disparó tres tiros 
de pistola a Henry, y huyó luego una muchedumbre de gente le impidió regresar. Carver se 
consideró afortunado de haber podido escapar con vida.
En 1904, un comité informó de que los informes de Carver en el patio de las aves de corral 
fueron exagerados y Washington lo criticó con relación a esas exageraciones. Carver le respondió diciendo: "Para ahora ser marcado como un mentiroso y parte de tal engaño horroroso que es más de 
lo que puedo soportar, y si su comité siente que he mentido deliberadamente o era parte de esta mentira como se dijeron, mi renuncia está a su disposición". En 1910, Carver presentó una carta de renuncia en respuesta a la reorganización de los programas de agricultura. Carver nuevamente amenazó 
con renunciar en 1912 por asignación en la enseñanza, 
en 1913 presentó una carta de renuncia, con a intención de encabezar una estación 
experimental en otros lugares. También amenazó 
con dimitir en 1913 y 1914 cuando no consiguió un verano en su tarea de 
enseñanza. En 
cada caso, Washington suavizó las cosas, parecía que su orgullo herido incitó la mayoría de 
sus amenazas de dimisión, especialmente en las dos últimas, porque no necesitaba el dinero 
del trabajo de verano.

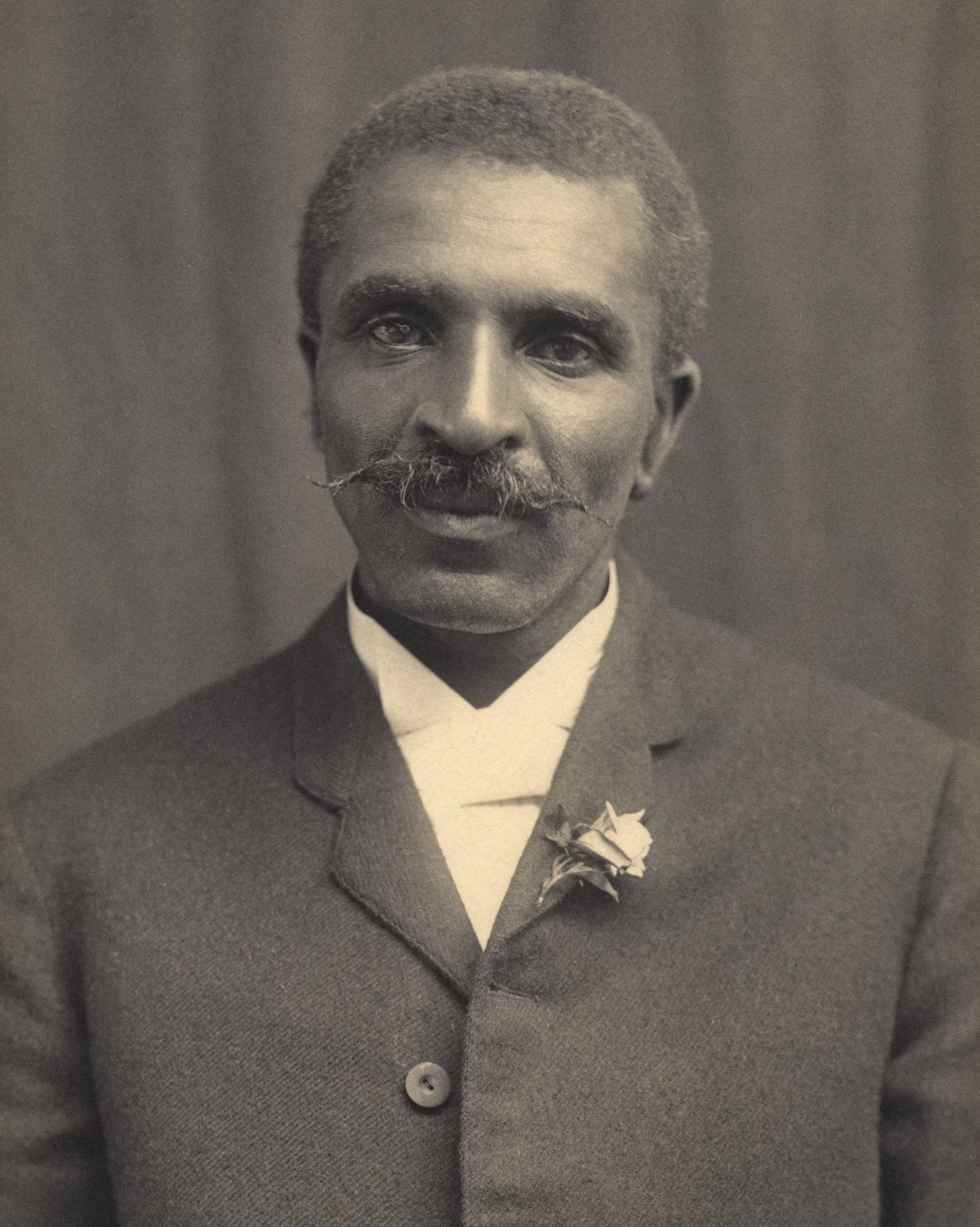
Carver alrededor de 1910

En 1911, Washington le escribió una larga carta a Carver quejándose de que no había seguido las órdenes de plantar determinados cultivos en la estación experimental. También rechazó las demandas de Carver por un nuevo laboratorio de investigación y suministros para su uso exclusivo y para enseñar sin clases. Felicitó las capacidades de Carver en su investigación pedagógica y original, pero sin rodeos comentó sobre sus malas habilidades administrativas: "Cuando se trata de la organización de las clases, la capacidad necesaria para asegurar que una escuela esté debidamente organizada y de gran tamaño o una sección de una escuela, su capacidad deja mucho que desear. Cuando se trata de la cuestión de dirigir una granja de manera práctica, que asegure definitivamente, resultados prácticos y financieros, una vez más su capacidad deja mucho que desear". También en 1911, Carver se quejó de que su laboratorio todavía estaba sin el equipo prometido 11 meses atrás. Al mismo tiempo, se quejó de los comités que lo criticaban y que sus "nervios no soportarían" más reuniones del comité.
A pesar de sus enfrentamientos, Booker T. Washington elogió a Carver en el libro de 1911 
My Larger Education: Being Chapters from My Experience. Washington lo llamó: "Uno de los de más grandes científicos de la raza negra que he conocido". Como la mayoría de las biografías posteriores de Carver, también contiene exageraciones, que incorrectamente alegó que desde joven Carver, "demostró ser una pequeña criatura tan débil y enfermiza que no se hizo ninguna tentativa de ponerlo a trabajar, en cambio se le permitió crecer entre pollos y otros animales alrededor de las habitaciones de servicio, consiguiendo vivir de la mejor manera que pudo". Carver escribió en otros lugares que sus padres adoptivos, los Carver, fueron "muy amables" con él.
Booker T. Washington murió en 1915. Su sucesor hizo menos demandas en Carver y de 1915 a 
1923, los principales objetivos de Carver fueron compilar los usos existentes y proponer 
otros para el maní, patatas, nueces y otros cultivos. Este trabajo y especialmente su promoción del maní para la peanut growers association  y ante el Congreso fue lo que finalmente lo hizo el afroamericano más famoso de su época.

### Subida a fama
Desde los comienzos de su actividad tuvo la intención de ayudar a los ganaderos y agricultores pobres del sur que trabajaban en suelos de baja calidad que habían sido agotados de nutrientes por las repetidas plantaciones de cultivos de algodón. Él y otros especialistas agrícolas impulsaron a los agricultores a restaurar el nitrógeno en sus suelos practicando sistemáticamente la rotación de cultivos, alternando los cultivos de algodón con plantaciones de batatas o legumbres (como maní, soja y caupí) que también fueron fuente de proteínas. Siguiendo la práctica de la rotación de cultivos se obtuvieron mejoras en la producción de algodón, también nuevos productos de alimentación de granja y cultivos industriales alternativos. Con el fin de capacitar a los agricultores satisfactoriamente para la rotación de cultivos y cultivar los nuevos productos de alimentación, Carver desarrolló un programa de extensión agrícola para Alabama que fue similar a uno del estado de Iowa, además fundó un laboratorio de investigación industrial donde él y sus asistentes trabajaron para popularizar el uso de las nuevas plantas mediante el desarrollo de cientos de aplicaciones para ellas a través de la investigación original y también mediante la promoción de recetas y aplicaciones que recogieron de otros. Carver distribuyó su información como boletines agrícolas. 

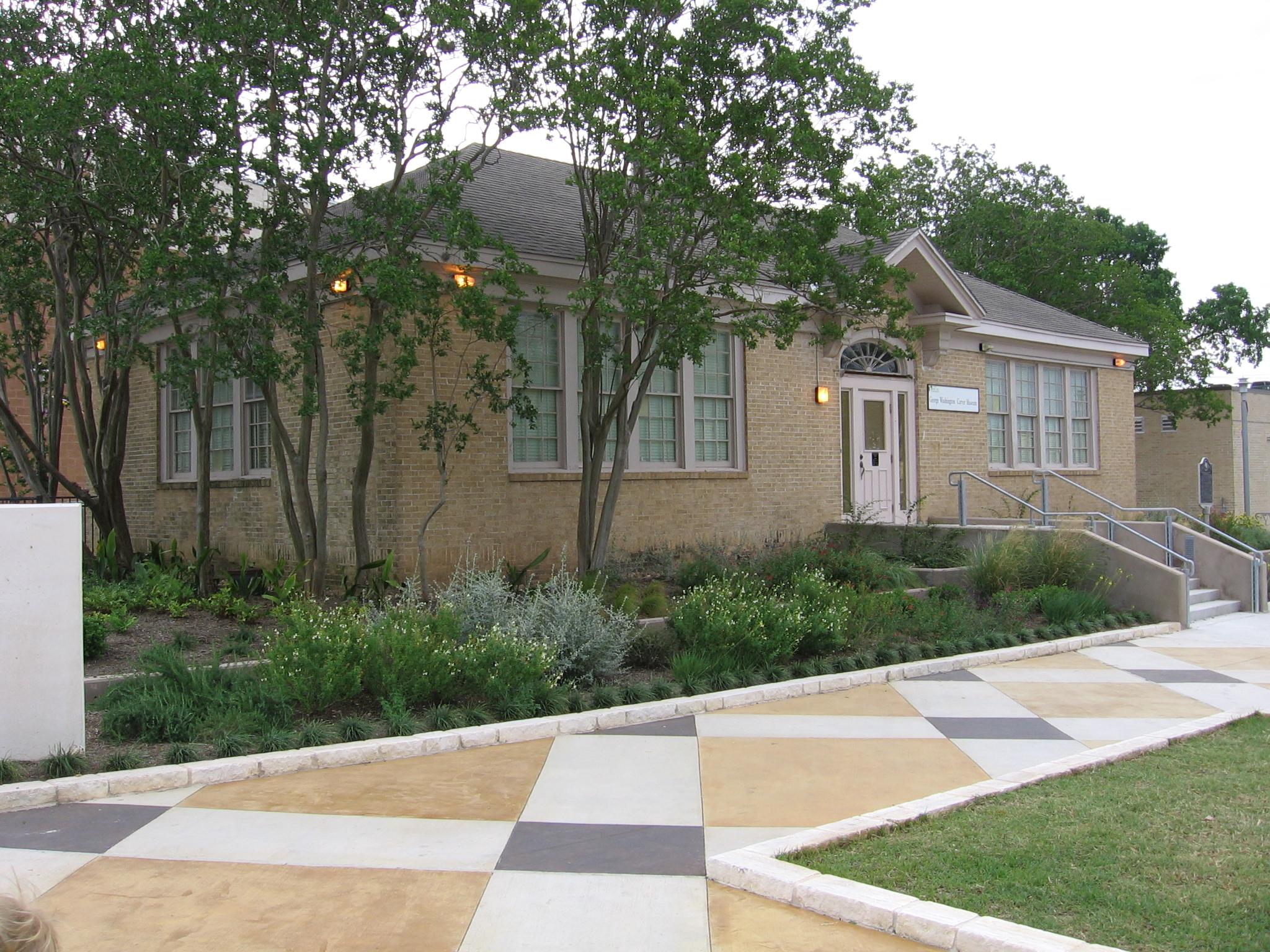
Museo George Washington Carver y Centro Cultural, Austin, Texas.

Gran parte de la fama de Carver está relacionada con los cientos de productos vegetales que popularizó, después de su muerte se crearon listas de los productos vegetales que él había compilado u originado. Dichas listas enumeraban unos 300 usos para el maní y 118 para batatas, aunque 73 de los 118 fueron tintes. Hizo investigaciones similares para usos de caupí, soja y nueces. Carver no escribió fórmulas de la mayoría de sus productos novedosos para que no pudieran ser realizadas por otros.
Hasta 1921, Carver no era ampliamente conocido por su investigación agrícola, sin embargo, era conocido en Washington D. C. por el presidente Theodore Roosevelt que admiró públicamente su labor, por James Wilson, un antiguo decano de la Universidad Estatal de Iowa y profesor de Carver, fue secretario de agricultura de 1897 a 1913, también por Henry Wallace Cantwell, secretario de agricultura de 1921 a 1924, que fue uno de los maestros de Carver en estado de Iowa. Carver fue amigo del hijo de Wallace, Henry A. Wallace, también un graduado de la universidad de Iowa. Wallace siendo joven sirvió como secretario de agricultura de 1933 a 1940 y Franklin Delano Roosevelt como Vicepresidente de 1941 a 1945.
Carver también fue contactado por el empresario, agricultor e inventor estadounidense, William Edenborn de la Parroquia de Winn, Luisiana, que cultivó maní en su granja de demostración.
En 1916 Carver fue nombrado miembro de la Royal Society of Arts en Inglaterra, siendo uno de los pocos estadounidenses en ese momento en recibir este honor. Sin embargo, la promoción del maní le valió gran parte de su fama.
En 1919, Carver le escribió a una compañía de maní acerca del gran potencial que le vio a su nueva leche de maní, tanto él como la industria de maníes parecían ignorar el hecho de que en 1917 William Melhuish había asegurado la patente #1,243,855 de un substituto para la leche hecho de maní y soja. A pesar de las reservas acerca de su raza, la industria de maníes lo invitó para ser un orador en su convención de 1920 donde discutió sobre "las posibilidades del maní" y exhibió 145 productos de maní.
En 1920, los agricultores de maní estadounidenses estaban siendo socavados con el maní importado de la República de China, los procesadores y granjeros blancos de maní se reunieron en 1921 para defender su causa ante un comité de audiencias en el Congreso sobre un arancel. Ya habiendo hablado sobre el tema en la United Peanut Associations of America, Carver fue elegido para hablar a favor de un arancel sobre el maní ante el Comité de Medios y Arbitrios de la Cámara de Representantes de los Estados Unidos. Carver fue una elección novedosa debido a la segregación racial en los Estados Unidos, aunque en su llegada, fue burlado por los sorprendidos congresistas del sur, pero no se desanimó y comenzó a explicar algunos de los muchos usos para el maní. Inicialmente tuvo diez minutos para presentar, pero el ahora fascinado comité extendió su tiempo una y otra vez. El comité se elevó en aplausos así que terminó su presentación, y la Tarifa de Fordney-McCumber de 1922 incluyó un impuesto sobre los maníes importados. La presentación de Carver en el Congreso lo hizo famoso, mientras que su inteligencia, elocuencia, amabilidad y cortesía encantaron al público en general.

### Vida en la fama

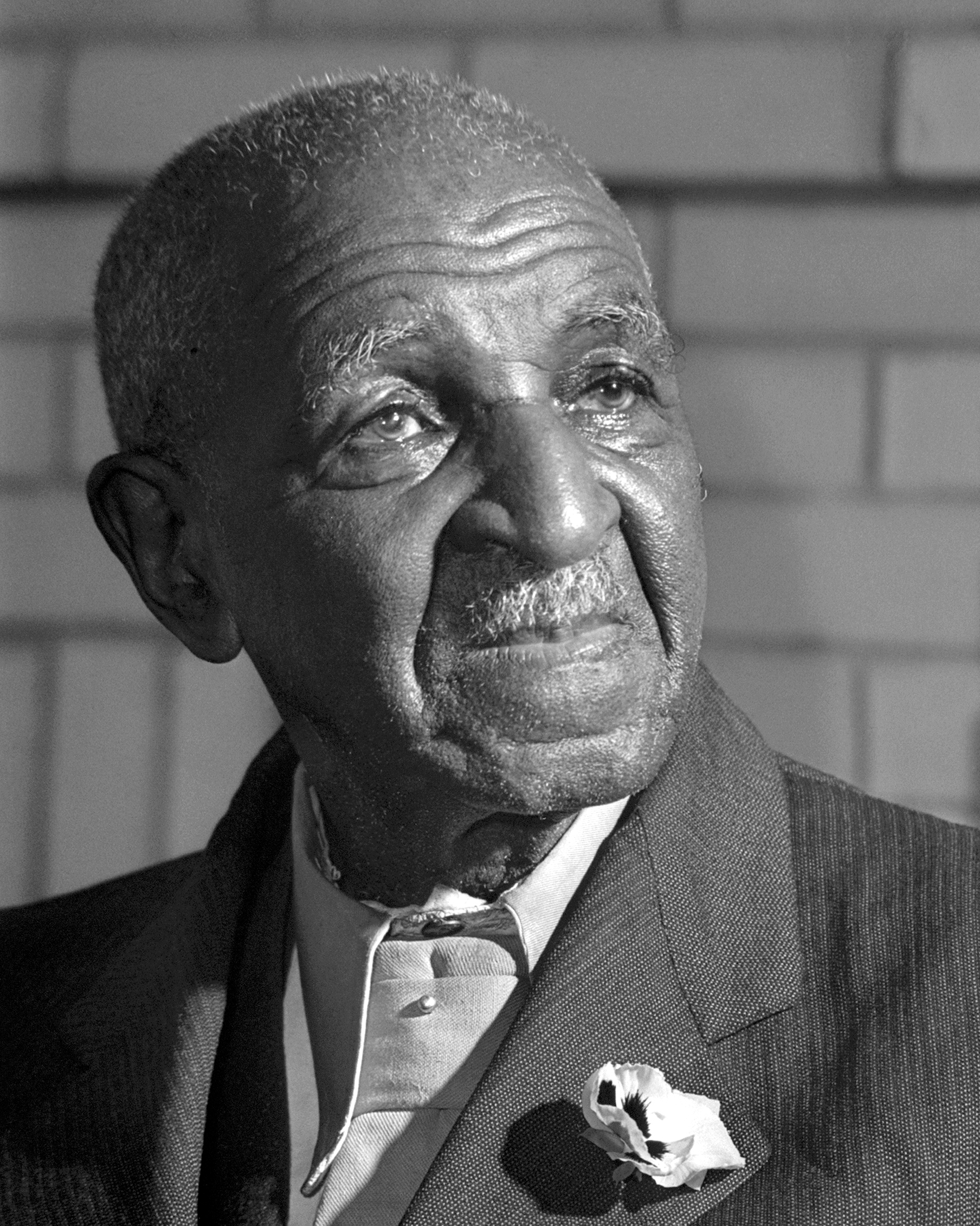
Carver en marzo de 1942

Durante las dos últimas décadas de su vida, Carver parecía disfrutar su estatus de celebridad, a menudo se encontraba en el camino de promover la armonía racial, el maní y a Tuskegee. Aunque solo publicó seis boletines agrícolas después de 1922, también publicó artículos en revistas de la industria del maní y escribió una columna sindicada para un periódico llamada: "El consejo del Profesor Carver". Muchos líderes de negocios llegaron a pedir su ayuda, y a menudo les respondió con consejos gratuitos. Tres presidentes de los Estados Unidos (Theodore Roosevelt, Calvin Coolidge y Franklin Roosevelt) se reuniéron con él, y el príncipe heredero de Suecia estudió con él durante tres semanas.
En 1923, Carver recibió la Medalla Spingarn de la NAACP, otorgada anualmente por el logro excepcional. De 1923 a 1933, Carver recorrió colegios para blancos del sur por la Comisión de Cooperación Interracial.
Una famosa crítica que le hicieron a Carver fue en el 20 de noviembre de 1924, en un artículo del New York Times llamado: "Los hombres de la ciencia nunca hablan así", donde el Times consideró las declaraciones de Carver acerca de que Dios lo había guiado en su investigación incompatible con un enfoque científico. La crítica generó mucha compasión por Carver, debido a que muchos cristianos vieron el artículo como un ataque contra la religión.
En 1928, el Colegio Simpson le otorgó a Carver un doctorado honorario y Raleigh H. Merritt lo contactó por un libro del año 1929 acerca de él y escribió: "En la actualidad no se ha hecho mucho por utilizar los descubrimientos del Dr. Carver comercialmente. Él dice que simplemente rasguña la superficie de las investigaciones científicas para las posibilidades del maní y otros productos del sur." Sin embargo, en 1932, el profesor de literatura James Saxon Childers escribió que Carver y sus productos fueron casi los únicos responsables por el aumento en la producción del maní estadounidense después que el picudo del algodón devastó el cultivo de algodón alrededor de 1892. El artículo de Childers del año 1932 acerca de Carver llamado: "El muchacho que fue negociado por un caballo", que fue publicado en The American Magazine y reimpreso en el año 1937 en Reader's Digest, hizo mucho para establecer este mito sobre Carver, también otras importantes revistas y periódicos de la época exageraron su impacto en la industria de maní.
Entre 1933 y 1935, Carver se ocupó en gran medida del trabajo sobre masajes con aceite de maní para tratar la parálisis infantil (poliomielitis). Carver recibió una enorme atención de los medios de comunicación y visitas de padres con sus hijos enfermos; Sin embargo, en última instancia se encontró que el aceite de maní no era la solución milagrosa haciendo que los masajes proporcionan los beneficios ya que Carver había sido un entrenador para el equipo de fútbol del Estado de Iowa y había sido calificado como masajista. Entre 1935 y 1937, Carver participó en el estudio de enfermedades para el Departamento de Agricultura de los Estados Unidos y se especializó en enfermedades de plantas y Micología para su maestría.
En 1937, Carver participó en dos conferencias de quimiurgia. Conoció a Henry Ford en una conferencia en Dearborn, Míchigan, y se convirtieron en amigos íntimos. También en 1937, la salud de Carver declinó. La revista Time informó en 1941 que Henry Ford había instalado un ascensor para Carver porque su médico le había dicho que no podría subir las 19 escaleras hasta su habitación. En 1942, los dos negaron que estuvieran trabajando juntos en una solución para la escasez de caucho en los tiempos de guerra. Carver también trabajó con soja, la cual él y Ford consideraban como un combustible alternativo.
En 1939, Carver recibió la Medalla Roosevelt por su sobresaliente contribución a la agricultura del sur con la inscripción: "Para un humilde científico que busca la dirección de Dios y un libertador para los hombres de la raza blanca así como la negra". En 1940, Carver estableció la Fundación George Washington Carver en el Instituto Tuskegee. En 1941, fue dedicado en su honor El museo de George Washington Carver en el Instituto Tuskegee. En 1942, Henry Ford construyó una réplica de la antigua cabaña de esclavo que vivió Carver en su infancia en el Museo Henry Ford y Greenfield Village en Dearborn como un homenaje a su amigo. También en 1942, Ford le había dedicado el Laboratorio George Washington Carver en Dearborn.

## Muerte y legado
Al regresar a su casa un día, se cayó por las escaleras y fue encontrado inconsciente por una empleada que lo socorrió y lo llevó a un hospital; no obstante Carver murió en el hospital el 5 de enero de 1943, a los 78 años de edad a causa de las complicaciones (anemia) resultantes de su caída. Fue enterrado junto a Booker T. Washington en la Universidad Tuskegee. Debido a su frugalidad, sus ahorros ascendieron a los 60 000 dólares, que fue donando en sus últimos años y luego de su muerte al Museo Carver y a la Fundación George Washington Carver.
En su tumba fue escrito: «Pudo haber agregado fortuna a su fama, pero como no le interesaba ni una ni la otra, encontró la felicidad y el honor siendo útil al mundo».
Antes y después de su muerte, hubo un movimiento para establecer un monumento nacional de Carver. Sin embargo, debido a la Segunda Guerra Mundial, los gastos que no fuesen dirigidos a la guerra eran prohibidas por orden presidencial. De cualquier modo el senador de Misuri Harry S. Truman patrocinó un proyecto de ley para concretar el monumento. En un comité se escuchó acerca de este proyecto de ley y un defensor argumentó diciendo que: «El proyecto de ley no es simplemente una pausa momentánea de los hombres ocupados en la conducción de la guerra, para honrar a uno de los más grandes estadounidenses de este país, pero en esencia es un golpe contra el Eje, es una medida de guerra en el sentido de que soltar más las riendas y liberar las energías de aproximadamente 15.000.000 de negros en este país servirá para el pleno apoyo de nuestro esfuerzo en la guerra». El proyecto de ley fue aprobado en ambas cámaras sin un solo voto en contra.

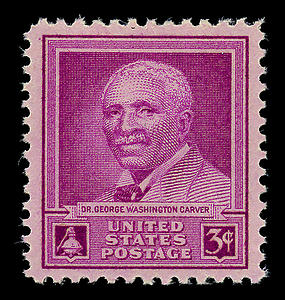
Sello postal de 1948 con la imagen del rostro de George Washington Carver.

El 14 de julio de 1943, el presidente Franklin Delano Roosevelt dedicó 30 000 dólares para el Monumento Nacional George Washington Carver al sudoeste de Diamond, Misuri, en el lugar donde Carver había pasado parte de su infancia. Este fue el primer monumento nacional dedicado a un afroamericano y también el primero que no se dedicó a un presidente. En este monumento de nacional de 210 hectáreas (0,8 km²), hay un busto de Carver, un camino natural de ¾ millas, un museo, la casa de Moses Carver en 1881 y el cementerio de Carver. Debido a una serie de retrasos, el monumento no se abrió hasta julio de 1953.
En diciembre de 1947, se produjo un incendio en el Museo Carver, y gran parte de la colección fue dañada por las llamas, calor, humo y el agua. La revista Time informó que todas menos tres de las 48 pinturas de Carver en el Museo fueron destruidas. Su pintura más conocida, que fue mostrada en la Exposición Mundial de 1893 en Chicago, posee una yuca y un cactus. Este lienzo sobrevivió, pero las ampollas y el daño causado por el humo estropearon la superficie de la obra. Permanece en exhibición en el Museo, junto a varias de sus otras pinturas, que han sido conservadas. Carver apareció en sellos postales de los Estados Unidos en 1948 y 1998, y fue representado en una moneda conmemorativa de cincuenta centavos de 1951 a 1954. Dos barcos, el buque clase Liberty SS George Washington Carver y el submarino de propulsión nuclear USS George Washington Carver (SSBN-656) fueron nombrados en su honor.
Desde 1970 el cráter lunar Carver lleva este nombre en su honor.
En 1977, Carver fue elegido para el Salón de la Fama de los Grandes Estadounidenses. En 1990, fue incluido en el Salón de la Fama de Inventores Nacionales. En 1994, la Universidad Estatal de Iowa otorgó a Carver un Doctorado en letras humanas. En 2000, Carver fue puesto como miembro en el Salón de los Héroes del USDA con el nombre "Padre de la Quimiurgia".
En 2002, el erudito Molefi Kete Asante catalogó a George Washington Carver en su lista de Los 100 Afroamericanos Más Grandes.
En 2005, la investigación de Carver en el Instituto Tuskegee, fue designada un Hito Histórico Nacional de la Química por la Sociedad Americana de Química. El 15 de febrero de 2005, un episodio de Maravillas Modernas incluyó escenas desde el interior de la Universidad del Estado de Iowa en el Edificio de la Ciencia de los Alimentos y también sobre el trabajo de Carver. En 2005, el Jardín Botánico de Misuri en San Luis, Misuri, inauguró el jardín George Washington Carver en su honor, que incluye una estatua suya a tamaño real.
Muchas instituciones honran de George Washington Carver hasta el día de hoy, especialmente el sistema estadounidense de escuelas públicas. Decenas de escuelas primarias y secundarias llevan su nombre. La estrella de la NBA David Robinson y su esposa Valerie, fundaron una Academia llamada Carver; el nombre se inauguró el 17 de septiembre de 2001, en San Antonio, Texas.

## Reputadas invenciones
George Washington Carver es considerado un reputado inventor, descubridor de más de trescientos usos para el maní y cientos de ellos para la soja, nueces y batatas. Entre los artículos catalogados que sugirió a los agricultores del sur para ayudarles económicamente estaban: los adhesivos, grasa de eje, lejía, suero de mantequilla, salsa picante, briquetas de combustible (un biocombustible), tintas, café instantáneo, linóleo, mayonesa, ablandador de carne, pulido de metales, papel, plástico, pavimento, crema de afeitar, betún para calzado, caucho sintético, polvos de talco y tintes para madera. Llegó a definir tres patentes (una para cosméticos, y otras dos para pinturas) entre 1925 y 1927; sin embargo, no fueron de gran éxito comercial al final. Aparte de estas patentes y algunas recetas de comida, no dejó fórmulas o procedimientos para la elaboración de sus productos. Curiosamente no guardó notas en un cuaderno de laboratorio, mucha gente dice que no las tomaba y que todo lo guardaba en su cabeza.
Es un error común creer que las investigaciones de Carver en productos que podrían ser hechos por los pequeños agricultores para su propio uso llevaron a los éxitos comerciales que revolucionaron la agricultura del sur, pero en realidad estos productos fueron destinados como sustitutos adecuados de los productos comerciales que estaban fuera del presupuesto del pequeño agricultor. El trabajo de Carver de aplicar el método científico para mantener a los pequeños agricultores y proporcionarles los recursos para ser tan independientes como les fuera posible de la economía monetaria, esto presagió el trabajo de «tecnología adecuada» de E. F. Schumacher.

### Productos de maní
Dennis Keeney, director del Centro Leopold para la Agricultura Sostenible en la Universidad Estatal de Iowa, escribió lo siguiente en el boletín de Cartas de Leopold:

Carver trabajó en mejora de suelos y cultivos con escasos insumos, usando especies que se nutrían del nitrógeno (de ahí, la labor con el caupí y el maní). Carver escribió en The Need of Scientific Agriculture in the South: «La fertilidad virgen de nuestros suelos y la cantidad enorme de trabajo inexperto han sido más una maldición que una bendición para la agricultura. Este sistema exhaustivo de cultivo, la destrucción del bosque, la descomposición rápida y casi constante de la materia orgánica, ha hecho que nuestro problema agrícola requiera más cerebros que el norte, el este o el oeste».

Carver puso en el mercado a algunos de sus productos de maní. La compañía The Carver Penol Company vendió una mezcla de creosota y maní como medicina de patente para enfermedades respiratorias como la tuberculosis. Otras empresas fueron The Carver Products Company y Carvoline Company. Carvoline Antiseptic Hair Dressing fue una mezcla de aceite de maní y lanolina y Carvoline Rubbing Oil fue un aceite de maní para masajes.
A menudo se le atribuye la invención de mantequilla de maní, afirmación que ha sido citada durante décadas en algunas escuelas estadounidenses y programas educativos. Aunque pudo haber realizado mantequilla de maní durante el tiempo que estudió al maní, la mantequilla de maní ha existido desde la época de los aztecas, que era producida del maní molido.

### Productos de batatas
Junto a los maníes, Carver también es asociado con los productos de batatas. En su boletín de batatas de 1922 catalogó docenas de recetas.
La lista de las invenciones hechas de batatas de Carver fue compilada a partir de registros suyos que incluyen: 73 tintes, 17 rellenos de madera, 14 dulces, 5 engrudos, 5 alimentos de desayuno, 4 almidones, 4 harinas y 3 melazas. También hay listados para el vinagre y el vinagre condimentado, para el café seco y el café instantáneo, para dulces, mentas de sobremesa, gotas de naranja, y gotas de limón.

## Boletines de Carver
Durante su estadía de más de cuatro décadas en Tuskegee, la obra oficial publicada por Carver consistía principalmente en 44 boletines prácticos para los agricultores. Su primer boletín en 1898 fue de bellotas para la alimentación de animales de granja. Su último boletín en 1943 fue sobre el maní. También publicó seis boletines de batatas, cinco sobre el algodón y cuatro del caupí. Algunos otros boletines individuales tratan de la alfalfa, ciruelas silvestres, tomate, plantas ornamentales, maíz, aves de corral, lechería, cerdos, preservación carnes en climas cálidos y del estudio de la naturaleza en las escuelas.
Su boletín más popular llamado, Como Cultivar Maní y 105 Modos de Prepararlo para el Consumo Humano, fue el primero publicado en 1916 y fue reimpreso muchas veces. Daba un breve panorama de la producción del cultivo de maní y contienía una lista de recetas de otros boletines agrícolas, libros de cocina, revistas y periódicos, como Peerless Cookbook, Good Housekeeping y Berry's Fruit Recipes. Carver dista mucho de ser el primer estadounidense en hacer un boletín agrícola dedicado a los maníes, pero sus boletines parecieron ser realmente más populares y extendidos que anteriores.

## Religión
La ciencia y Dios fueron áreas de su interés y nunca tuvo ideas de guerra en la mente. Declaró en muchas ocasiones que su fe en Jesús fue el único mecanismo por el cual efectivamente podía perseguir y realizar el arte de la ciencia. George Washington Carver se convirtió al cristianismo cuando tenía diez años y cuando aún era un niño, no se esperaba que pasara los 21 años de edad debido su visible falta de salud. Vivió mucho más allá de la edad de 21 años y, como resultado, sus creencias se profundizaron. A lo largo de su carrera, siempre encontró la amistad y seguridad en el compañerismo de otros cristianos. Confió en ellos especialmente cuando debió las soportar duras críticas de la comunidad científica y de la prensa escrita acerca de su metodología de investigación.

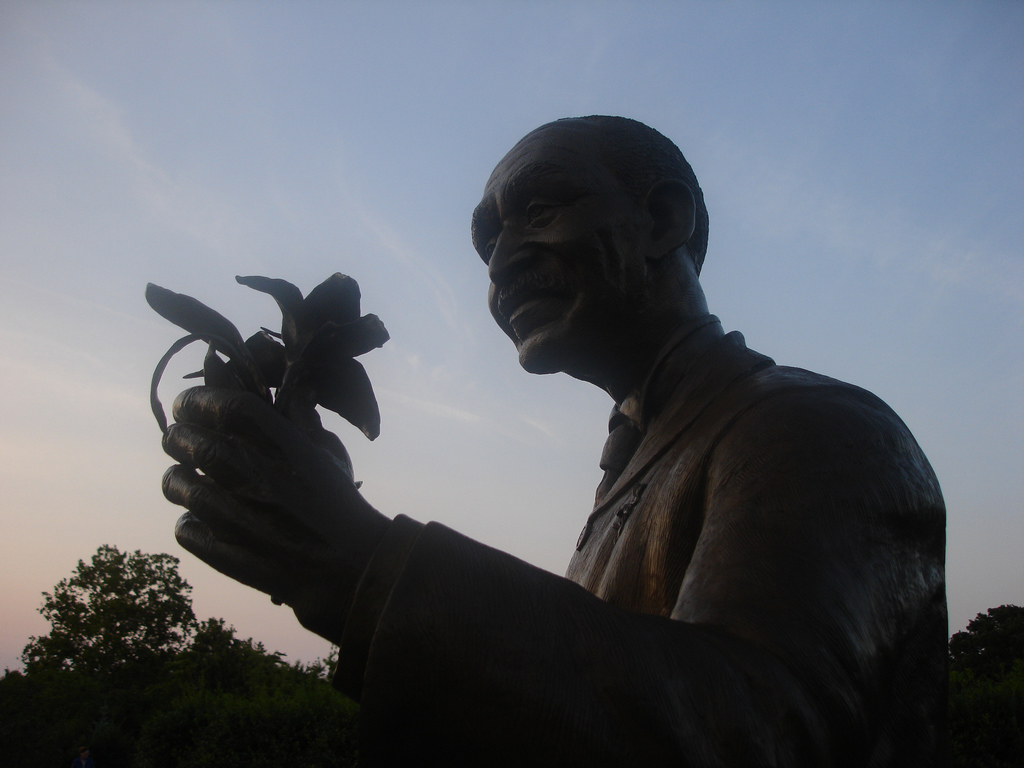
El monumento a Carver en el Jardín Botánico de Misuri en San Luis

El Dr. Carver vio la fe en Jesús como el medio de romper las barreras del desacuerdo racial y la estratificación social. Estaba tan preocupado por el desarrollo del carácter de sus alumnos así como su desarrollo intelectual. Incluso compiló una lista de ocho virtudes cardinales para que sus estudiantes emularan y procuraran seguir:
- Sea limpio tanto por dentro como por fuera.
- No levante la vista ante rico y no la baje ante el pobre.
- Cuando pierda, no chille si es necesario.
- Gane sin alardear.
- Siempre sea considerado con las mujeres, niños y ancianos.
- Sea demasiado valiente para mentir.
- Sea demasiado generoso para engañar.
- Tome su parte del mundo y deje que otros tomen la suya.[39]

Carver también dio clases de catecismo los domingos en Tuskegee, para varios estudiantes que le solicitaron, comenzando en 1906. En esta clase regularmente diría las historias de la Biblia representándolas. Sus métodos científicos no convencionales y sus ambiciones como profesor, inspiraron tantas críticas como elogios. El Dr. Carver expresó este sentimiento en respuesta a este fenómeno: «Cuando usted hace cosas comunes en la vida en una forma que no es común, usted comandará la atención del mundo».
El legado de fe de George Washington Carver es incluido en muchas series de libros cristianos para niños y adultos que tratan acerca de grandes hombres y mujeres de fe y de la labor que llevaron a cabo mediante sus convicciones respectivamente. Una de esas series, la del Sembrador, incluye su historia junto a la de hombres como Isaac Newton, Samuel Morse, Johannes Kepler y los hermanos Wright. Otras referencias literarias cristianas que lo incluyen son Man's Slave, God's Scientist, de David R. Collins y en la serie de libros Heroes of the Faith George Washington Carver: Inventor and Naturalist, de Sam Wellman. El cristiano evangelista conservador Pat Robertson con frecuencia hace referencias en conferencias, discursos y créditos a la fusión que hizo Carver de la fe con la ciencia, esto es una inspiración para el fundador de la Universidad Regent.
- La abreviatura «Carver» se emplea para indicar a George Washington Carver como autoridad en la descripción y clasificación científica de los vegetales.[59]

## Epónimo de centro educativo
En Cocoa (Florida), Estados Unidos, desde 1960 hasta 1963, en los años finales de segregación racial en el Sur de los Estados Unidos, existió  el Carver Junior College, una universidad pública de dos años para negros, prohibidos de estudiar en las universidades para blancos.